# Alectis
Alectis je rod riba iz porodice Carangidae koji sadrži tri postojeće vrste, sve velike morske ribe. Općenito su poznati kao pompani, iako nemaju bliske veze s rodom Trachinotus koji se također nazivaju pompani.

## Taksonomija
Alectis je jedan od 33 roda iz obitelji Carangidae. Carangidae su zrakoperke s rebrastim perajama iz reda Carangiformes.
Prva riba iz roda koja je opisana bila je Alectis ciliaris pod imenom roda Zeus, dio obitelji dorija. Lacépède je prepoznao da vrsta nije dorija i dodijelio ju je novom rodu, Gallus, međutim, to je ime već bilo zauzeto s rodom ptica. Godine 1815. Rafinesque je u malo poznatoj publikaciji predložio ime Alectis. Georges Cuvier koristio je drugo generičko ime, Scyris, za rod 1829. godine, ali je ime Alectis ponovno otkrio James Douglas Ogilby 1913. godine, pa je to postalo ime roda, zbog principa prioriteta. Ime Alectis izvedeno je iz jedne od tri erinije u grčkoj mitologiji; kći aherontova sa strašnim bijesom. 
Jedna je vrsta iz fosilnog zapisa prepoznata da pripada rodu - Alectis simus (Stinton, 1979), iz razdoblja eocena u Engleskoj. Pronađen je uz niz izumrlih i postojećih rodova karangida, uključujući Caranx i Usacaranx (izumrli).

## Vrste
U ovom su rodu trenutno priznate tri vrste: 
- Alectis alexandrina (É. Geoffroy Saint-Hilaire, 1817.) (aleksandrijski pompano)
- Alectis ciliaris (Bloch, 1787.) (afrički pompano)
- Alectis indica ( Ruppell, 1830.)

## Biologija
Ribe iz roda su velike, jake ribe koje izgledaju vrlo slično brojnim drugim velikim ribama iz roda Carangidae, s glavnom razlikom u profilu glave i karakterističnim dugim filamentnim analnim i leđnim perajama koje pokazuje mlađ ovih vrsta. Općenito su srebrne boje, s blijedozelenim do hijalinskim perajama. A. indica je najveća iz roda, naraste na 165 cm i 25 kg težine.
Rod ima cirkum-tropsku rasprostranjenost, a odrasli su uglavnom ograničeni na grebena u obalnim područjima do 100 m, dok je mlađ često pelagična. Sva tri vrste su grabežljivci malih riba, glavonožaca i rakova. Malo je poznato o njihovim reproduktivnim navikama i fazama ličinki, dok se mrijest događa među parovima tijekom dnevnog svjetla.

## Ekonomska važnost
Rod je od manjeg značaja za komercijalno ribarstvo, s obzirom na to da vrste uglavnom nisu dovoljno brojne da opravdavaju ribolov. Meso roda općenito se smatra vrlo dobrim u kulinarske svrhe, iako je barem jedna vrsta umiješana u slučaj trovanja ciguaterom . U Singapuru se A. indica se uspješno uzgaja u akvakulturi za proizvodnju hrane u relativno malom broju. Mlađ se povremeno koristi u morskim akvarijima, a zapažena je po svojim filamentnim analnim i leđnim perajama.